# Regencós (kommunhuvudort)
Regencós är en kommunhuvudort i Spanien.   Den ligger i provinsen Província de Girona och regionen Katalonien, i den östra delen av landet, 600 km öster om huvudstaden Madrid. Regencós ligger 77 meter över havet och antalet invånare är 316.
Terrängen runt Regencós är varierad. Havet är nära Regencós åt nordost.  Närmaste större samhälle är Palafrugell, 4,0 km söder om Regencós. 